# Kapaunberg
Der Kapaunberg ist mit 105,4 m ü. NHN eine markante Erhebung am Westrand des Flämings in Sachsen-Anhalt.

## Lage und Umgebung
Als der größere Zwilling des Kapaunenberges liegt er in dessen unmittelbarer Nachbarschaft, etwa 400 Meter in östlicher Richtung von seinem Höhenpunkt mit 102,1 m ü. NHN entfernt. Zwischen beiden Bergen verläuft von Schermen im Nordwesten nach Pietzpuhl im Südosten die Kreisstraße 1214.
Die überwiegend mit landwirtschaftlichen Flächen versehene flache Bergkuppe liegt zwei Kilometer südöstlich vom Ortskern der Ortschaft Schermen der Einheitsgemeinde Möser entfernt. Zum größten Teil auf der Gemarkung von Schermen gelegen, reichen seine östlichen Ausläufer auf die Gemarkung der benachbarten Ortschaft Pietzpuhl, die ebenfalls zu Möser gehört und sich einen guten Kilometer südöstlich vom Höhenpunkt befindet.
Auf dem Höhenpunkt des Berges befindet sich ein Feuerwachturm der Forst, 235 Meter nordwestlich davon zwei Wasserhochbehälter und 265 Meter nordöstlich davon der weithin sichtbare Fernmeldeturm Burg.

## Geschichte
1834 wurde an der Stelle, wo sich heute der Feuerwachturm befindet, eine Windmühle errichtet. Damals war der Berg noch mit dem Namen Capphanberg bezeichnet. Seit einem dreifachen Mord in dieser Mühle oder dem zugehörigen Wohnhaus im Jahr 1869 nannten die Einheimischen den Ort Mordmühle.